# 三股町立勝岡小学校
三股町立勝岡小学校（みまたちょうりつ かつおかしょうがっこう）は、宮崎県北諸県郡三股町大字餅原（もちばる）にある公立の小学校。

## 概要
歴史
明治初期に創立した小学校3校が1899年（明治22年）に統合されて開校。現校名となったのは1948年（昭和23年）。2024年（令和6年）に創立135周年を迎えた。
校章
桜の花弁を背景にして、中央に校名の「勝岡」の文字（縦書き）を配している。
校歌
作詞は轟木兼雄、作曲は横山詔八による。歌詞は2番まであり、両番の歌詞中に校名の「勝岡小学校」が登場する。
通学区域
三股町のうち、「勝岡、前目、蓼池、餅原、三原」。中学校区は三股町立三股中学校。

## 沿革
前史
- 明治初期 - 勝岡小学校・餅原小学校（もちばる）・蓼池小学校（たでいけ）が創立。
- 時期不詳（明治初期） - 勝岡小学校は前目に移転し、「前目小学校」と改称。
- 時期不詳（明治初期）- 上記の3校が統合により、それぞれ三股小学校の支校（分校）となる。
- 1881年（明治14年）- 3支校（分校）がそれぞれ「前目小学校」・「餅原小学校」・「蓼池小学校」として独立。
- 1886年（明治19年）頃 - 小学校令施行により、簡易科（3年制）を設置の上、「簡易前目小学校」・「簡易餅原小学校」・「簡易蓼池小学校」に改称。

統合
- 1889年（明治22年）
  - 5月1日 -  北諸県郡5村（宮、樺山、長田、餅原、蓼池）が合併の上、「三股村」が発足。
  - 10月14日 - 上記の簡易小学校3校を統合の上、「尋常勝岡小学校」（4年制）とする。餅原字南原973番地を校地とする。
  - 10月31日 - 尋常勝岡小学校の設置が正式に認可される。
- 1892年（明治25年）4月1日 - 「勝岡尋常小学校」に改称。
- 1893年（明治26年）1月 - 校舎を増築。
- 1901年（明治34年）
  - 4月 - 初代校長に長友林蔵が就任。
  - 5月 - 校地を拡張。
- 1906年（明治39年）4月 - 毎月、全児童からたまご1個を集め、基本金の造成の制を定める。
- 1907年（明治40年）4月 - 旧校舎を廃止し、木造新校舎が完成。高等科（2年制）を併置[2]の上、「勝岡尋常高等小学校」（尋常科4年・高等科2年）に改称。
- 1908年（明治41年）
  - 4月1日 - 改正小学校令により、尋常科（義務教育年限）が4年制から6年制に改められる。これにより、旧高等科1年を尋常科5年、旧高等科2年を尋常科6年に改める。これにより高等科が廃止され、「勝岡尋常小学校」（尋常科6年・高等科なし）に改称。
  - 12月21日 - 統合により、「三股尋常高等小学校 勝岡分教場」となる。分教場は尋常科のみ設置（6年制）。
- 1911年（明治44年）6月6日 - 「勝岡尋常小学校」（6年制）として独立。
- 1912年（大正元年）10月 - 校舎を増築。
- 1924年（大正13年）2月 - 校地を拡張。
- 1926年（大正15年）- 南校舎を増改築。勝岡青年訓練所が併置される。
- 1928年（昭和4年）10月 - 教育後援会を設立。
- 1934年（昭和9年）12月 - 奉安殿が完成。
- 1935年（昭和10年）- 青年学校令施行により、三股青年学校が併置される。
- 1936年（昭和11年）10月 - 運動場を拡張。
- 1937年（昭和12年）10月 - 校門を設置。
- 1940年（昭和15年）10月 - 児童図書館を設置。
- 1941年（昭和16年）4月1日 - 国民学校令施行により、「三股村勝岡国民学校」（初等科6年・高等科なし）と改称。尋常科を初等科に改める。
- 1945年（昭和20年）9月 - 台風により、校舎が倒壊。
- 1947年（昭和22年）4月1日 - 学制改革により、国民学校初等科は新制小学校「三股村立勝岡小学校」に改組・改称。
- 1948年（昭和23年）
  - 1月 - 新校舎が完成（復旧）。
  - 5月2日 - 町制施行により、「三股町立勝岡小学校」（現校名）に改称。父母と先生の会が発足。
- 1957年（昭和32年）10月 - 全校舎を改築。
- 1961年（昭和36年）12月 - 給食を開始。
- 1968年（昭和43年）
  - 3月 - 体育館が完成。
  - 8月 - プールが完成。
- 1981年（昭和56年）2月 - 鉄筋コンクリート造新校舎が完成。
- 1988年（昭和63年）
  - 4月 - 新プールが完成。
  - 10月20日 - 創立100周年記念事業を実施。
- 2010年（平成22年）2月 - 新体育館が完成。
- 2018年（平成30年）1月 - プレハブ校舎（2教室）を増築。

## 交通
最寄りの鉄道駅
- JR九州 日豊本線 「餅原駅」

最寄りのバス停留所
- 三股コミュニティバス（くいまーる） 「勝岡小学校入口」停留所

最寄りの幹線道路
- 宮崎県道12号都城東環状線
- 国道269号 「蓼池」交差点

## 周辺
- 旭ヶ丘公園・旭ヶ丘運動公園（陸上競技場・野球場）
- 殿岡生活改善センター
- 勝岡城跡
- ロータス園勝岡

## 参考資料
- 「三股町史」（1961年（昭和36年）6月8日, 三股町役場）p.332～p.335